# 고혜
고혜(高傒, ? ~ ?)는 제나라의 경(卿)으로, 제 환공 옹립에 공헌했다. 중국의 고씨(高氏)와 중국 노씨(盧氏)의 시조로 꼽힌다. 성은 강(姜), 씨는 고(高)며 자는 조망(祖望), 호는 백토선생(白兔先生), 시호는 경중(敬仲)이다.

## 행적
제 문공의 아들 공자 고(公子高)의 손자로, 제나라의 상경(上卿)을 지냈다.  옹림(雍林) 사람이 공손무지를 죽이자, 고혜는 거(莒)나라에 망명한 공자 소백(제 환공)과 친했으므로, 국(國)씨와 함께 비밀리에 소백을 제나라로 불러들여 임금으로 삼고자 했다. 소백이 노나라의 지원을 받는 공자 규를 따돌리고 먼저 입국하자, 고혜는 소백을 새 임금으로 세웠다. 이후 고혜는 관중, 포숙, 습붕과 함께 제환공을 도와 국정을 치리했으며, 관중과 함께 환공이 제후를 모아 패자가 되는 데 공을 세웠다.

## 고씨(高氏)의 시조
고혜(高傒)는 중국 한족 고씨(高氏)의 시조가 되었으며, 자손들이 중국의 발해고씨, 광릉고씨, 경조고씨, 암문고씨 등이 되었다. 그 중에 발해고씨에서는 남북조시대 북제(北齊)를 건국한 개국황제 고양(高洋)도 고혜의 후손이라 한다. 이후 발해고씨이자 송나라 태위 고경의 후손중 하나가 외가의 성인 진씨(陳氏)를 취해 발해진씨(陳氏)(해령진씨)의 시조가 되었다. 고혜의 자손들인 중국 고씨의 인구수는 2019년 현재 중국에서만 1600만명으로 중국 성씨인구순위 19위를 차지하는 성씨이다.

## 노씨(盧氏)의 시조
제 환공 강소백(姜小白)은 고혜에게 제나라 노현(盧縣)땅을 식읍으로 주니, 고혜의 자손이 고혜의 식읍에서 따서 노씨를 창설했다. 범양 노씨(范陽盧氏)가 고혜의 후예라 한다. 고혜의 자손들인 중국 노씨의 인구수는 2019년 현재 중국대륙(인구수 14억)에서만 700만명으로 중국 성씨인구순위 50위를 차지하는 성씨이다.